# Yeni-Valide-Moschee

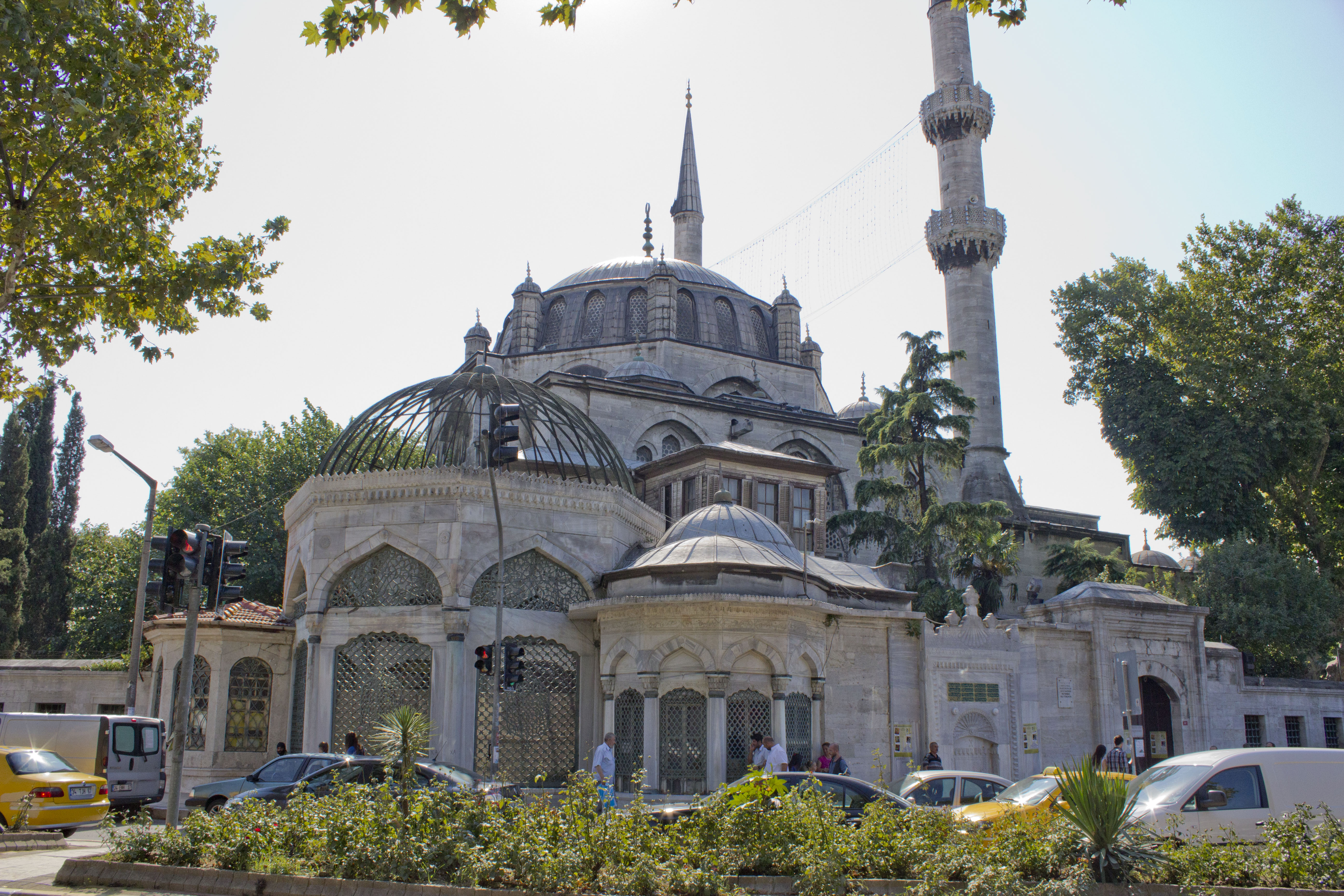
Yeni-Valide-Moschee, im Vordergrund das Mausoleum der Sultansmutter

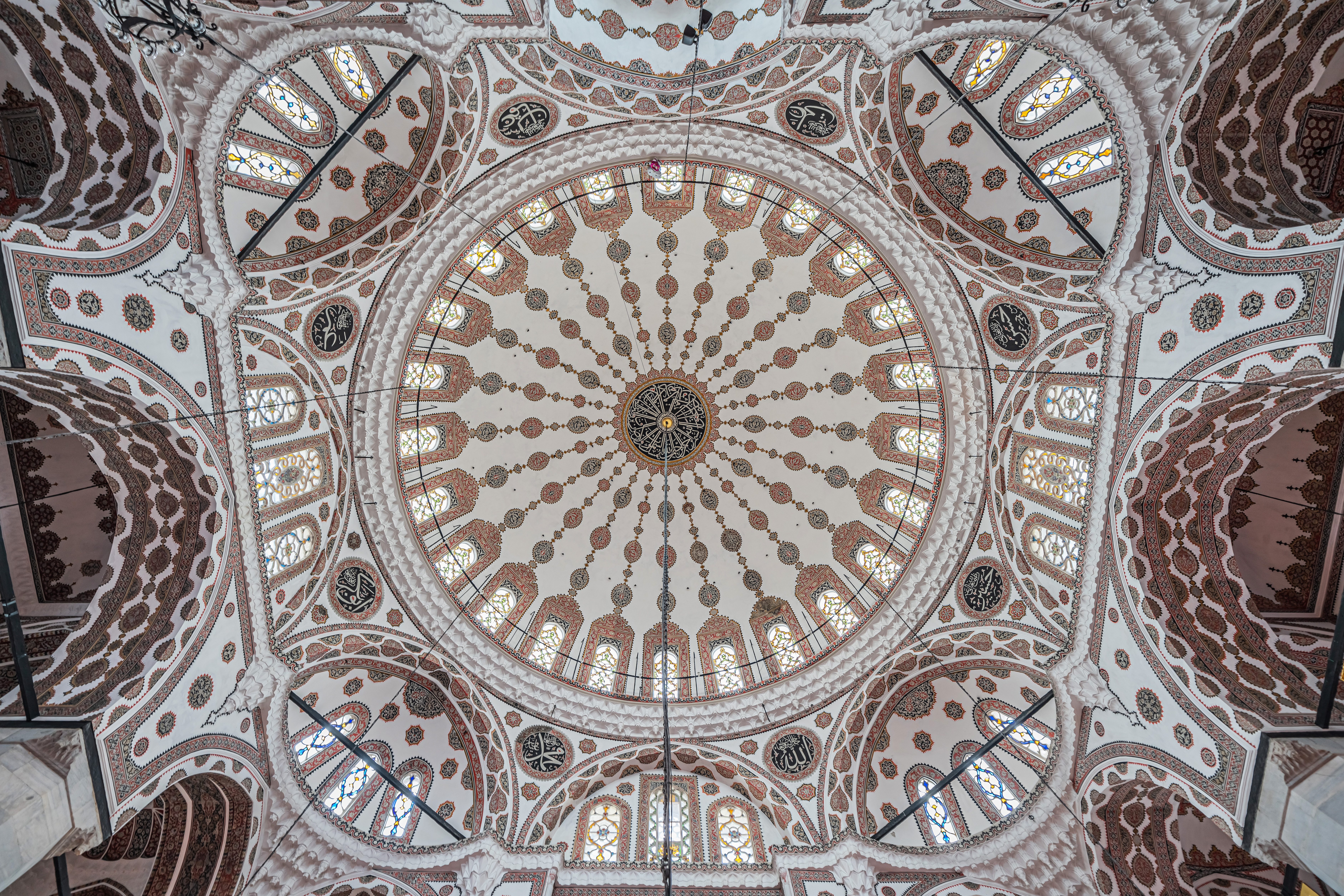
Blick in die zentrale Kuppel der Moschee

Die Yeni-Valide-Moschee (türkisch Yeni Valide Camii; Osmanisch Valide-i Cedid Camii) ist eine osmanische Moschee aus dem 18. Jahrhundert im Istanbuler Stadtteil Üsküdar.

## Geschichte
Die Grundsteinlegung des Baues erfolgte am 7. September 1708,  die Fertigstellung laut Inschrift im Jahr 1710. Erbaut wurde das Gotteshaus im Auftrag von Sultan Ahmed III. zu Ehren seiner Mutter Emetullah. Valide bedeutet Mutter (vgl. Valide Sultan). Den Namen „Neue Valide-Moschee“ (Yeni und cedid bedeuten „neu“) erhielt der Komplex, um ihn von den anderen Moscheen für die Sultansmütter zu unterscheiden. Architekt war der aus Kayseri stammende Mehmet Ağa, ein Schüler Sinans. Dies ist allerdings nach Ansicht von Tülay Sezgin Orman nicht vollständig gesichert.
Zwischen 2013 und 2015 wurde der Gesamtkomplex umfassend saniert und restauriert.

## Architektur
Der Komplex besteht neben der Moschee auch aus einer Armenküche, einem kleinen Basar, einer Grundschule, dem Mausoleum der Emetullah, einem Innenhof mit Şadırvan, einem im 19. Jahrhundert hinzugefügten Muvakkithane und Büros. Das Gebäude gilt als typisch für die klassische osmanische Periode. Das Hauptgebäude wurde über einem rechtwinkligen Grundriss errichtet und wird von einer Kuppel und vier Halbkuppeln überdeckt. Die Moschee hat zwei Minarette mit je zwei Balkonen. Die Kalligrafien über der Tür des Vorhofs (avlu) und der im Innern der Kuppel umlaufende Thronvers wurden von Hezarfen Mehmet Efendi geschaffen. Der Marmor stammt von einer Insel aus dem Marmarameer.
Die Moschee hat einen oktogonalen Grundriss und besitzt eine zentrale Kuppel mit 24 Fenstern. Vorbild für die Pläne war die Rüstem-Pascha-Moschee, die Abwandlungen, wie z. B. der Eckkuppeln, geben ihr aber ein klassischeres Aussehen. Die Moschee ist ein frühes Beispiel für den Baustil des 18. Jahrhunderts mit höheren und schmaleren Kuppeln. Das Kreuzgewölbe über dem Eingangsbereich wurde in dieser Moschee erstmals genutzt: Statt der üblichen fünf Kuppeln über dem Portikus, wie es für osmanische Moscheen üblich war, wurden für den Hauptgang ein Kreuzgewölbe erschaffen und für die Seitengänge Klostergewölbe errichtet. Das Innere der Moschee ist mit Steinmetzarbeiten verziert, darunter auch Muqarnas mit floralen Motiven und Fayencen mit floralen Mustern.
Die Fenster der Moschee sind mit Spitz- und Rundbögen ausgeführt: Die Fenster unterhalb der Kuppeln sind spitzbogig ausgeführt, was dazu führt, dass die Kuppeln gestreckter wirken. Die Fenster der Kuppeln sind mit Rundbögen ausgeführt. Der Eingangsbereich und der oktogonale Şadırvan im Innenhof sind reich verziert. Die Türbe der Sultansmutter in der Südostecke des Gebäudes ist oben offen und wird von einer Kuppel aus reich verziertem Gitterwerk überspannt. Die Schule liegt am Nordeingang des Komplexes.

## Galerie

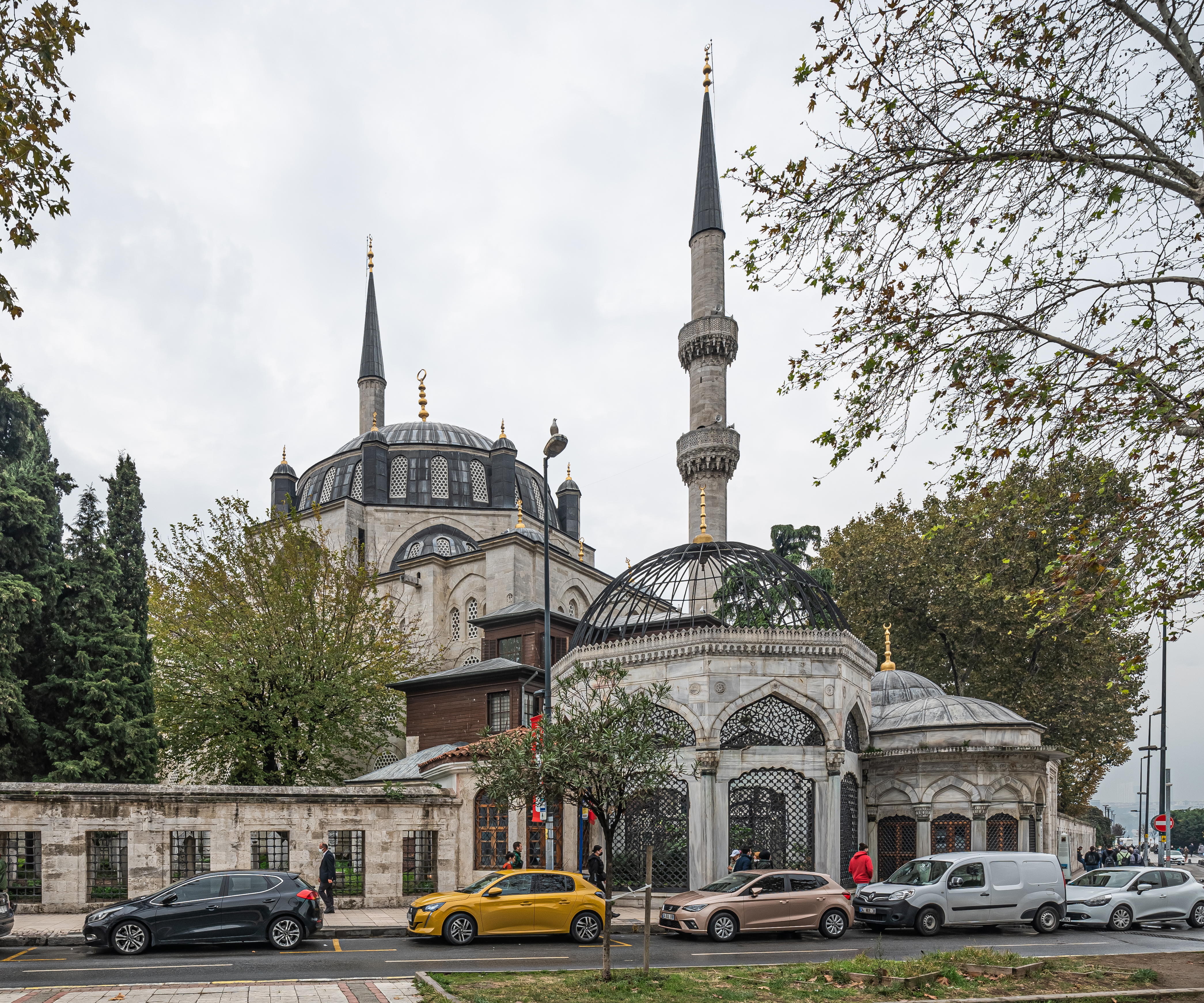
Blick auf das Äußere
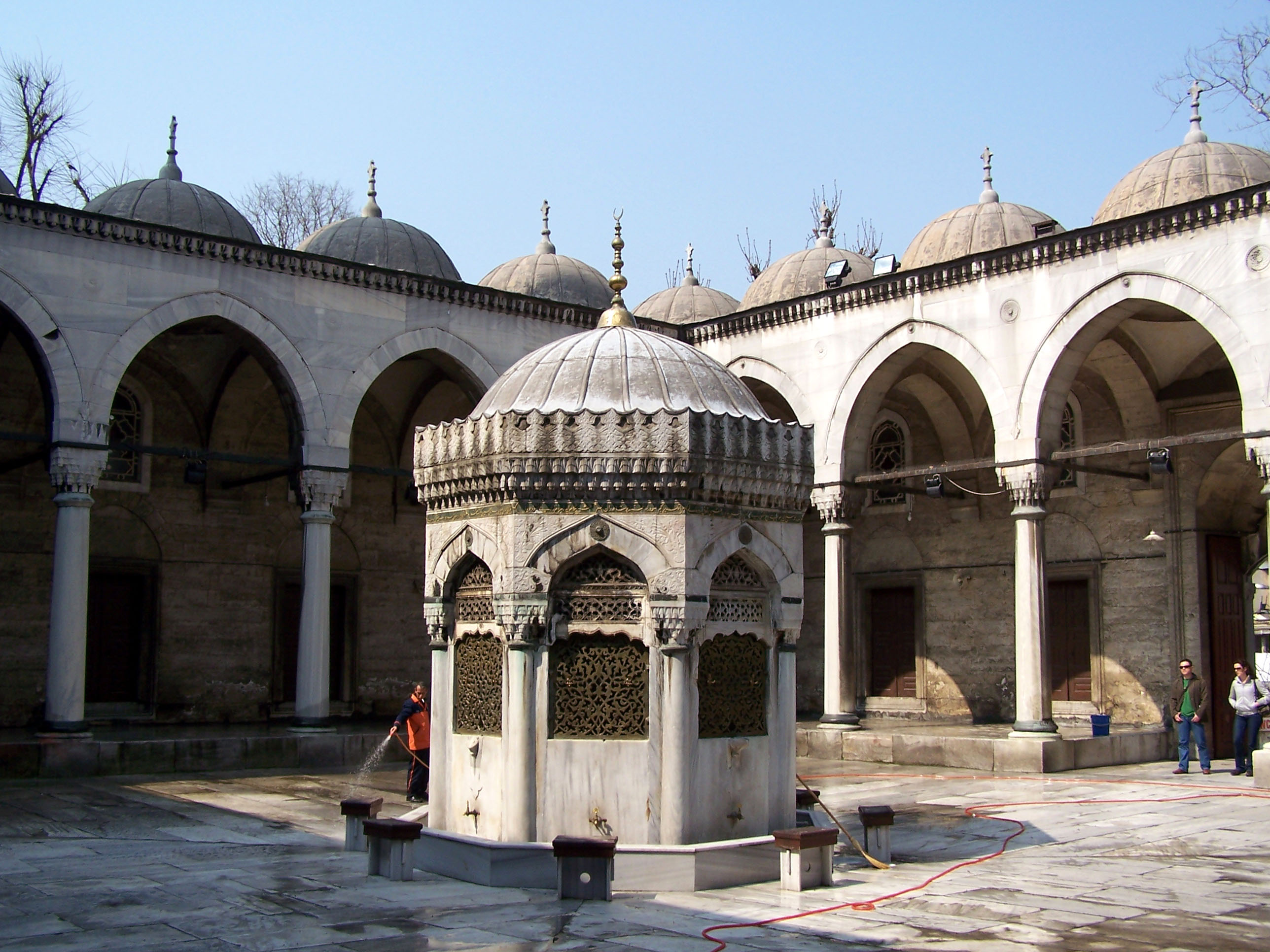
Şadırvan im Innenhof
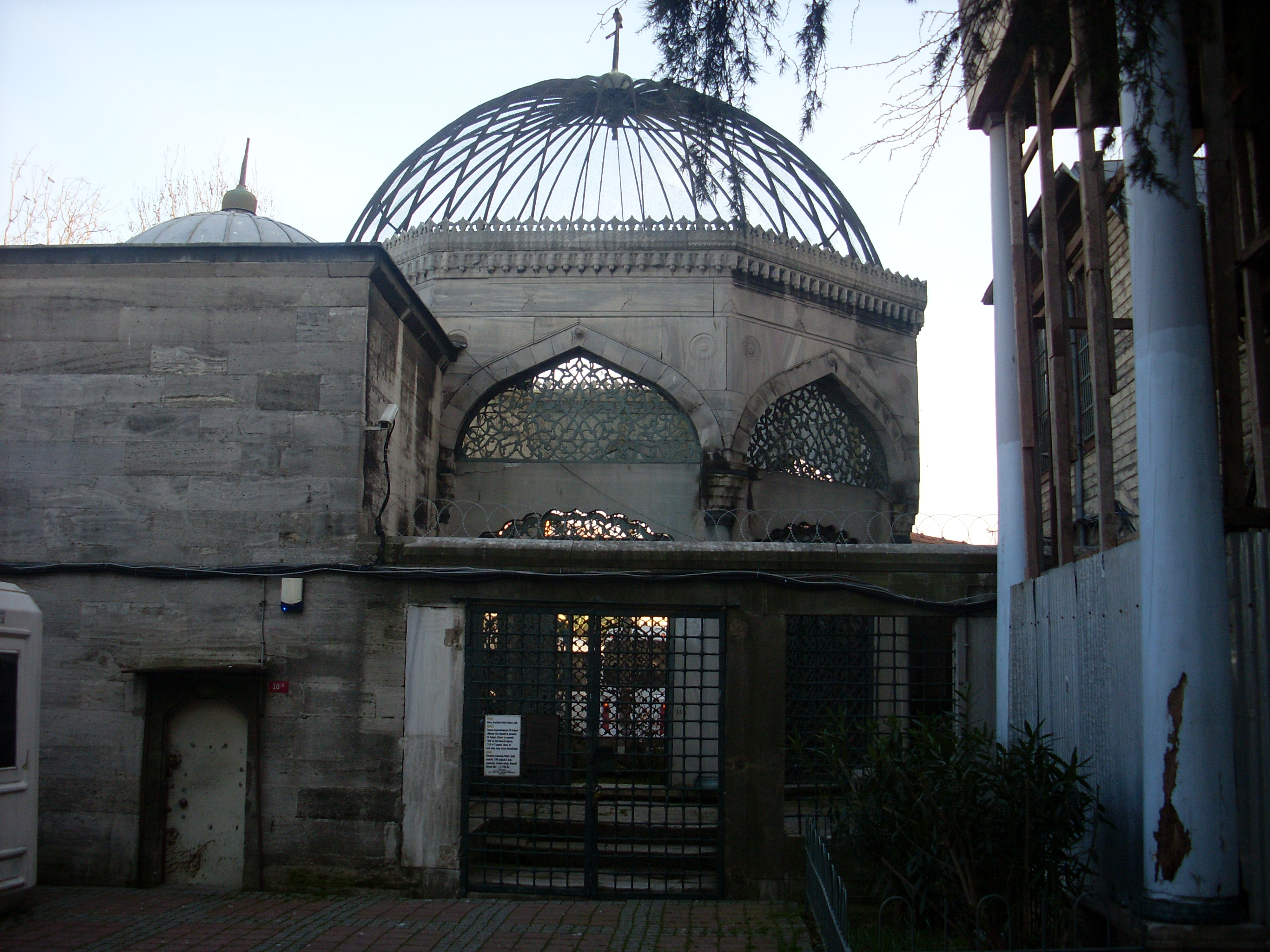
Mausoleum der Sultansmutter Emetullah
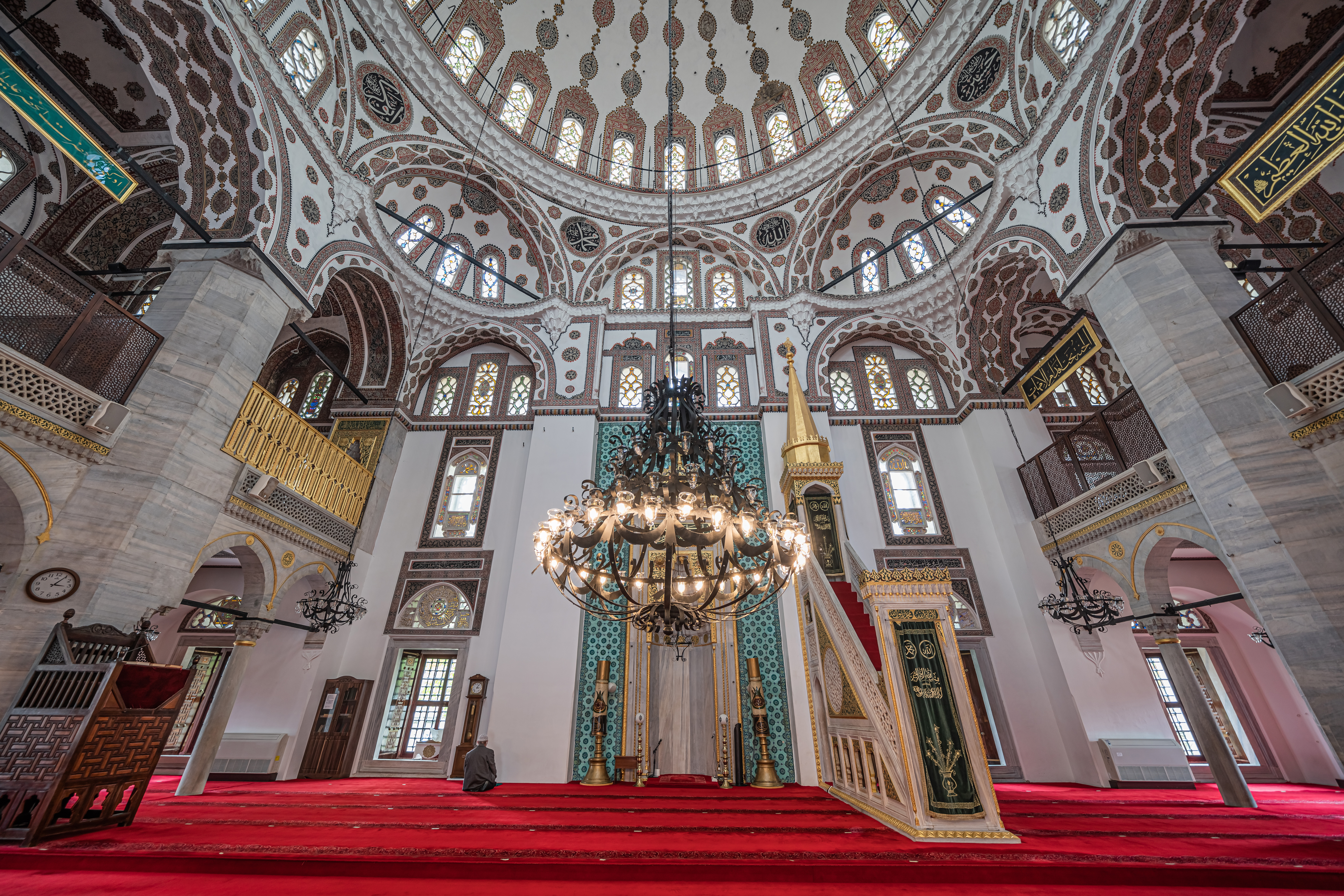
Blick in das Innere